# Dragalovci
Dragalovci (cyr. Драгаловци) – wieś w Bośni i Hercegowinie, w Republice Serbskiej, w gminie Stanari. W 2013 roku liczyła 367 mieszkańców.